# Wayne Shorter
Wayne Shorter   (Newark, 25 d'agost de 1933 - Los Angeles, 2 de març de 2023) fou un saxofonista i compositor de jazz dels Estats Units.
Shorter va començar a tenir un gran protagonisme a finals dels anys 50 com a membre, i després compositor, d'Art Blakey & The Jazz Messengers. Als anys 60 va passar a formar part del Second Great Quintet de Miles Davis, i després va co-fundar el grup de fusió de jazz Weather Report. Ha gravat més de 20 albums com a líder de grup. Wayne també va tindre la sort de compartir escenari amb joves promeses com baixista Jaco Pastorius, en l'època de Weather Report, o a la bateria Terri Lyne Carrington a partir de l'any 1985.
Moltes de les composicions de Shorter s'han convertit en estàndards de jazz, i la seva producció ha obtingut reconeixement mundial. Shorter ha guanyat 11 Grammys. També ha rebut aclamacions pel seu domini del saxo soprano (després de canviar el seu enfocament pel saxo tenor a finals dels anys 60), iniciant un llarg regnat el 1970 com a guanyador de Down Beat en aquest instrument, guanyant l'enquesta de la crítica durant 10 anys consecutius i la dels lectors durant 18. El New York Times va descriure Shorter el 2008 com "probablement el més gran compositor de grups reduïts del jazz". El 2017, va ser guardonat amb el Polar Music Prize.